# Du Jin

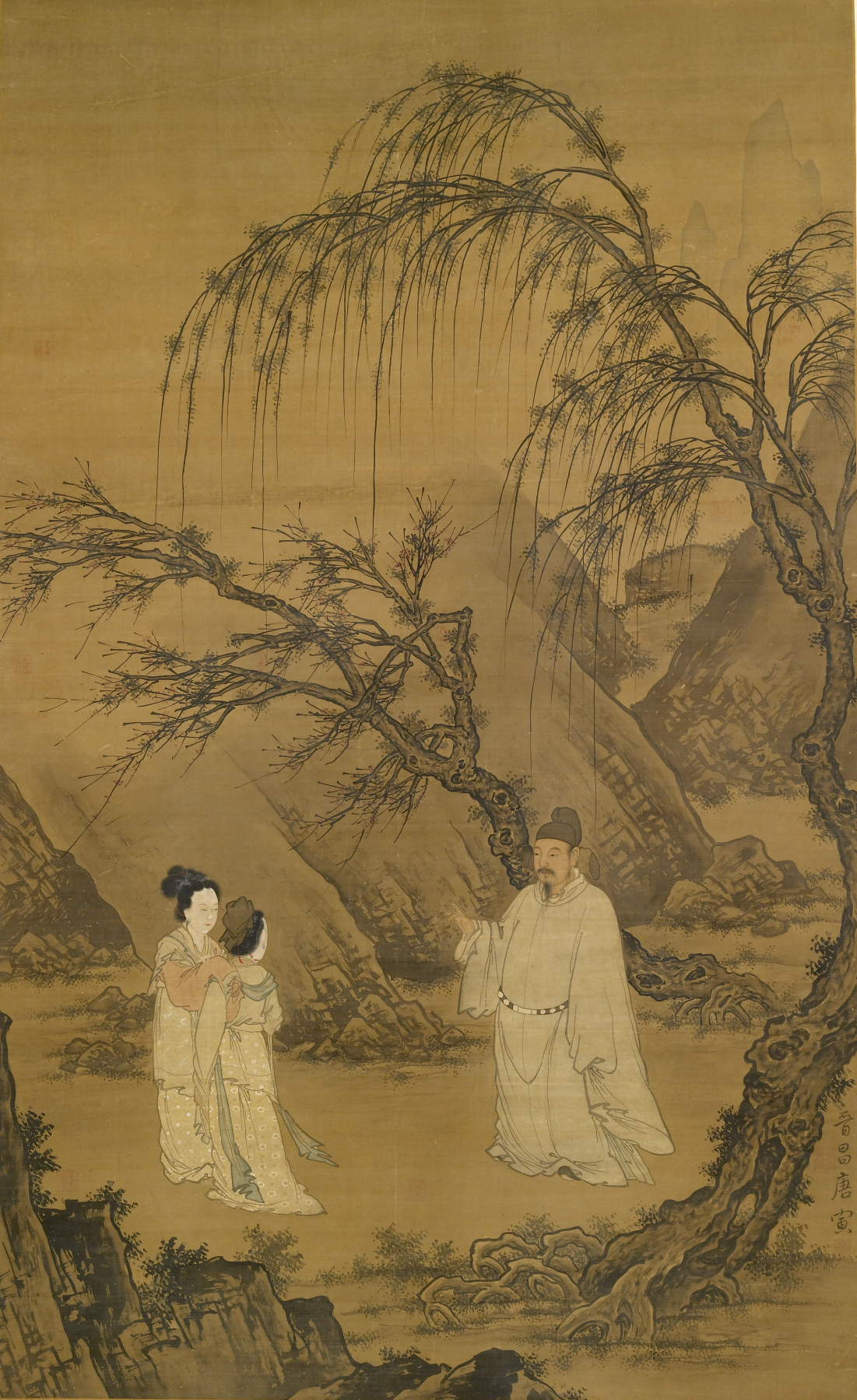
Wang Xianzhi en twee vrouwen tussen wilgen en rotsen door Du Jin, naar een werk van Tang Yin

Du Jin (traditioneel Chinees: 杜堇; fl. 1465–1509) was een Chinees kunstschilder in de Ming-periode. Zijn omgangsnaam was Junan en zijn artistieke namen Chengju, Gukuang en Qingxia tingzhang.
Du was geboren in Zhenjiang in de provincie Jiangsu. Later verhuisde hij naar Peking, waar hij als hofschilder ging werken. Du schilderde shan shui-landschappen en vogel- en bloemschilderingen en was een van de belangrijkste portretschilders van zijn tijd. Hij schilderde zowel monochroom als in de kleurrijke stijl van de hofschilders van de Zuidelijke Song. Zijn schilderstijl vond de gehele Ming-periode navolging bij andere portretschilders.
- Union List of Artist Names: 500125749
- Virtual International Authority File: 96608954